# 이타바시 유야
이타바시 유야(일본어: 板橋 裕也, 1979년 7월 16일 ~ )는 일본의 축구 선수이다.

## 구단 경력
도치기 SC과 혼다 Luminozo 사야마에서 활동했다.

## 국가대표팀 경력
그는 1995년 FIFA U-17 세계 축구 선수권 대회에 참가할 일본 U-17 국가대표팀에 발탁되었으며, 2경기에 출전했다.